# Ferdinand Vandeveer Hayden

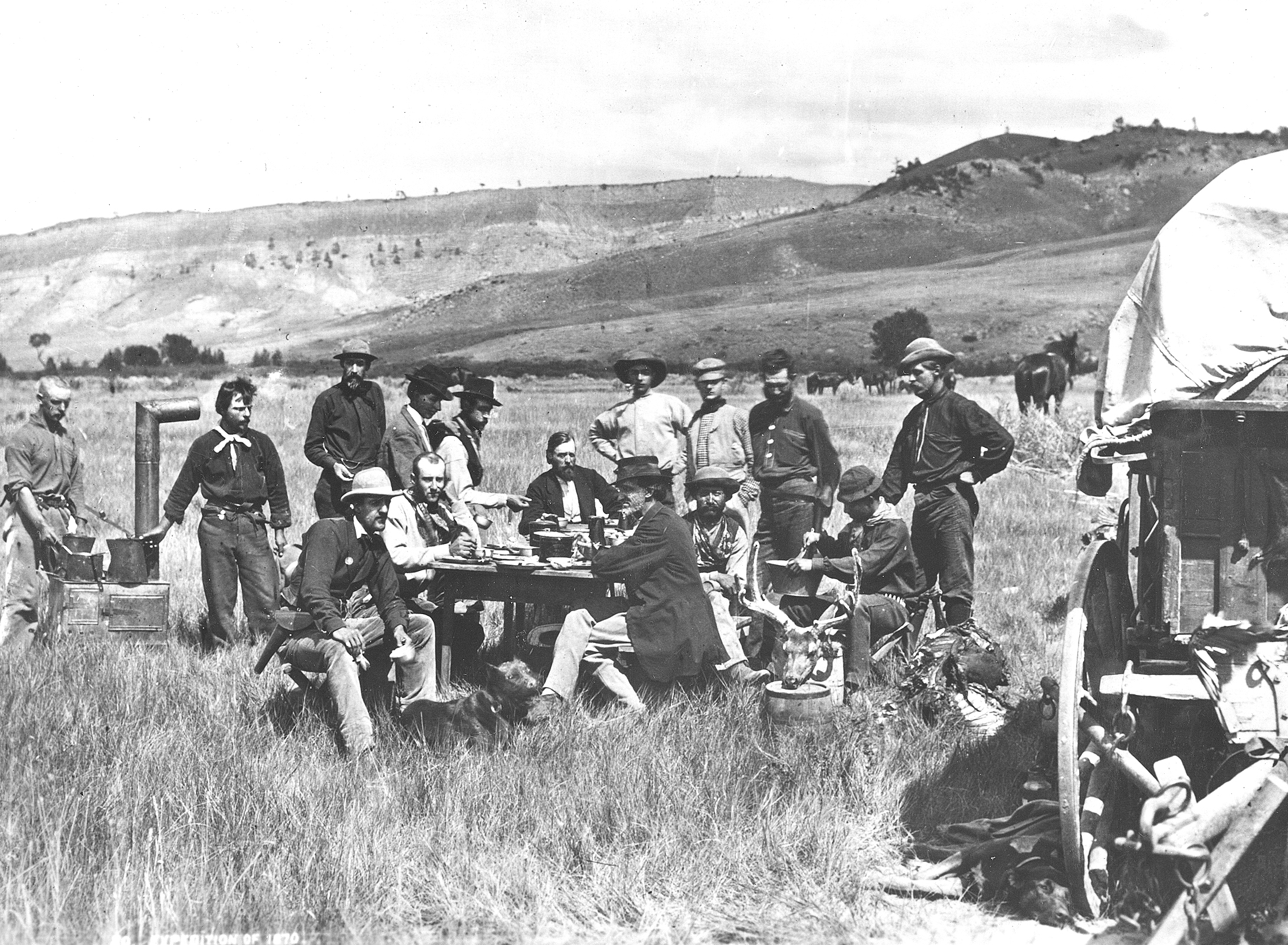
Uma refeição no acampamento de Ferdinand V. Hayden do U.S. Geological and Geophysical Survey. Red Buttes, Território do Wyoming, 24 de agosto de 1870. Hayden está sentado na outra ponta da mesa, de jaqueta escura. (Foto de William Henry Jackson, 1870)

Dr. Ferdinand Vandeveer Hayden (7 de setembro de 1829 - 22 de dezembro de 1887) foi um geólogo estadunidense notabilizado pelas expedições pioneiras nas Montanhas Rochosas durante a segunda metade do século XIX.
Nascido em Westfield (Massachusetts), ele se formou na Faculdade Oberlin em 1850 e Faculdade de Medicina de Albany em 1853, quando ficou ínteressado pela notícia de que o paleontólogo Professor James Hall, a serviço do Estado de Nova Iorque estava organizando uma expedição exploratória ao Nebraska. Em 1856 Hayden foi recrutado pelo governo americano e iniciou uma série de investigações dos territórios americanos ocidentais. Com esses dados ele elaborou o Geological Report of the Exploration of the Yellowstone and Missouri Rivers in 1859–1860 (1869).

## Biografia

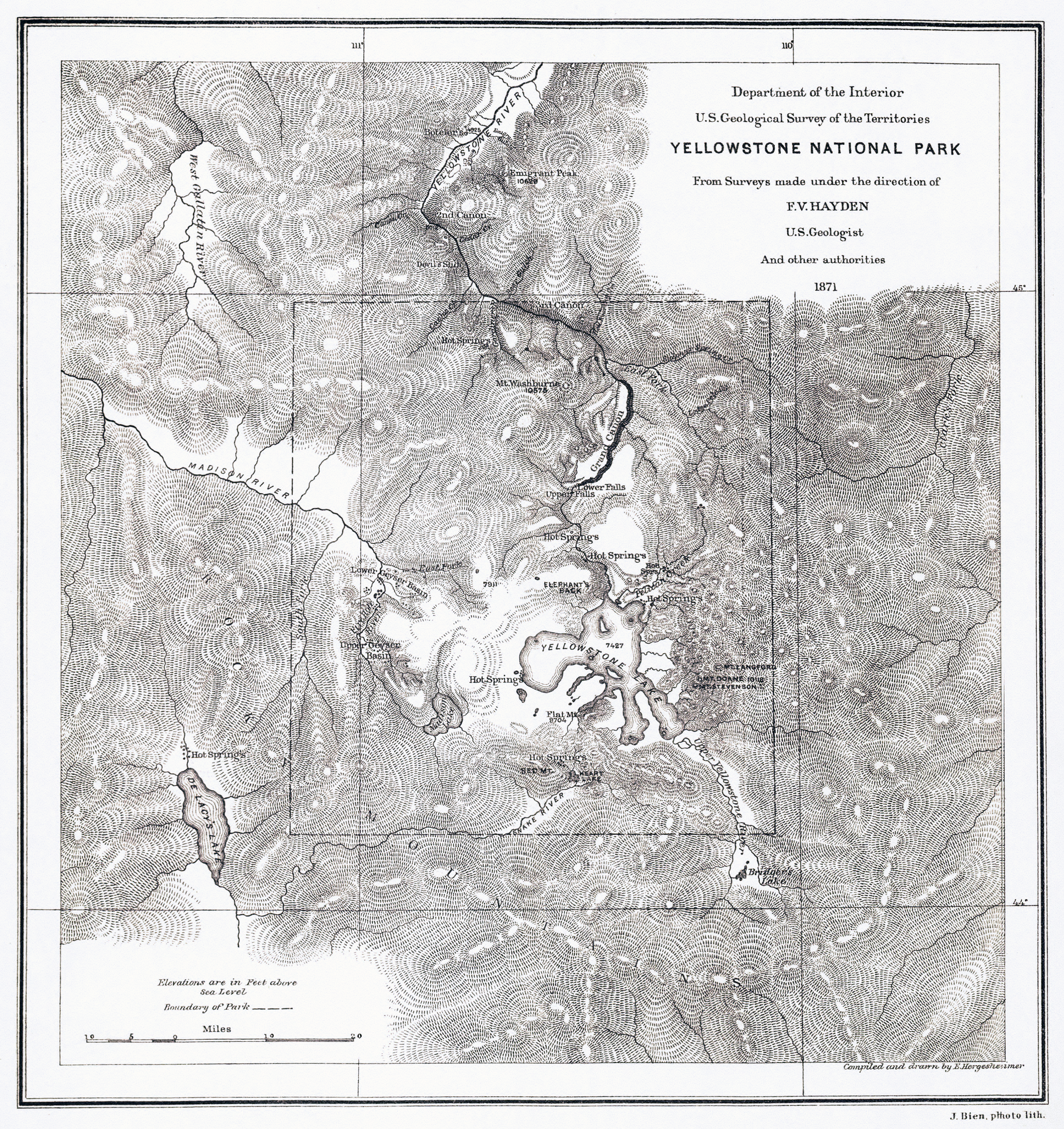
F.V. Mapa de Hayden da área do Parque Nacional de Yellowstone, 1871.

Nessa época, Hayden tornou-se membro do Megatherium Club e do Instituto Smithsoniano  em Washington, D.C.
Durante a Guerra Civil ele serviu ativamente como cirurgião do exército. Ele foi o chefe de medicina do Exército de Shenandoah. Em 1867 foi indicado para geólogo de campo da agência  United States Geological and Geographical Survey of the Territories. Ao longo de 12 anos de trabalho e expedições exploratórias anuais, conseguiu-se elaborar uma valiosa série de livros sobre ciências naturais e econômicas; em 1877 Hayden escreveria Geological and Geographical Atlas of Colorado.  
Em 1871, Hayden lideraria uma exploração geológica dentro da região do Yellowstone e noroeste do Wyoming. Um ano depois, Hayden foi o instrumento usado para convencer o Congresso a estabelecer o Yellowstone como o primeiro parque nacional do país, auxiliado pelas fotografias panorâmicas de William Henry Jackson. A sua última expedição exploratória foi em 1878. O Vale Hayden em Yellowstone foi assim chamado em sua homenagem.
Depois de reorganizar e fundar o United States Geological Survey em 1879, Hayden atuaria  por sete anos como um dos geólogos da agência. Ele morreu na Filadélfia em 1887. A cidade de Hayden, Colorado, localizada no Vale do Rio Yampa, foi outra homenagem, além de muitos picos também ficarem sendo chamados com seu nome.
Outras publicações suas foram:
- Sun Pictures of Rocky Mountain Scenery (1870)
- The Yellowstone National Park, ilustrações por Thomas Moran (1876)
- The Great West: its Attractions and Resources (1880)

Com FB Meek ele escreveu (Smithsonian Institution Contributions, v. 14. Art. 4) "Palaeontology of the Upper Missouri, Pt. 1, Invertebrate." Suas valiosas notas sobre dialetos dos nativos americanos estão em The Transactions of the American Philosophical Society (1862), The American Journal of Science (1862) e The Proceedings of the American Philosophical Society (1869).  Com ARC Selwyn ele escreveu North America (1883) para o  Stanford's Compendium.

## Referências

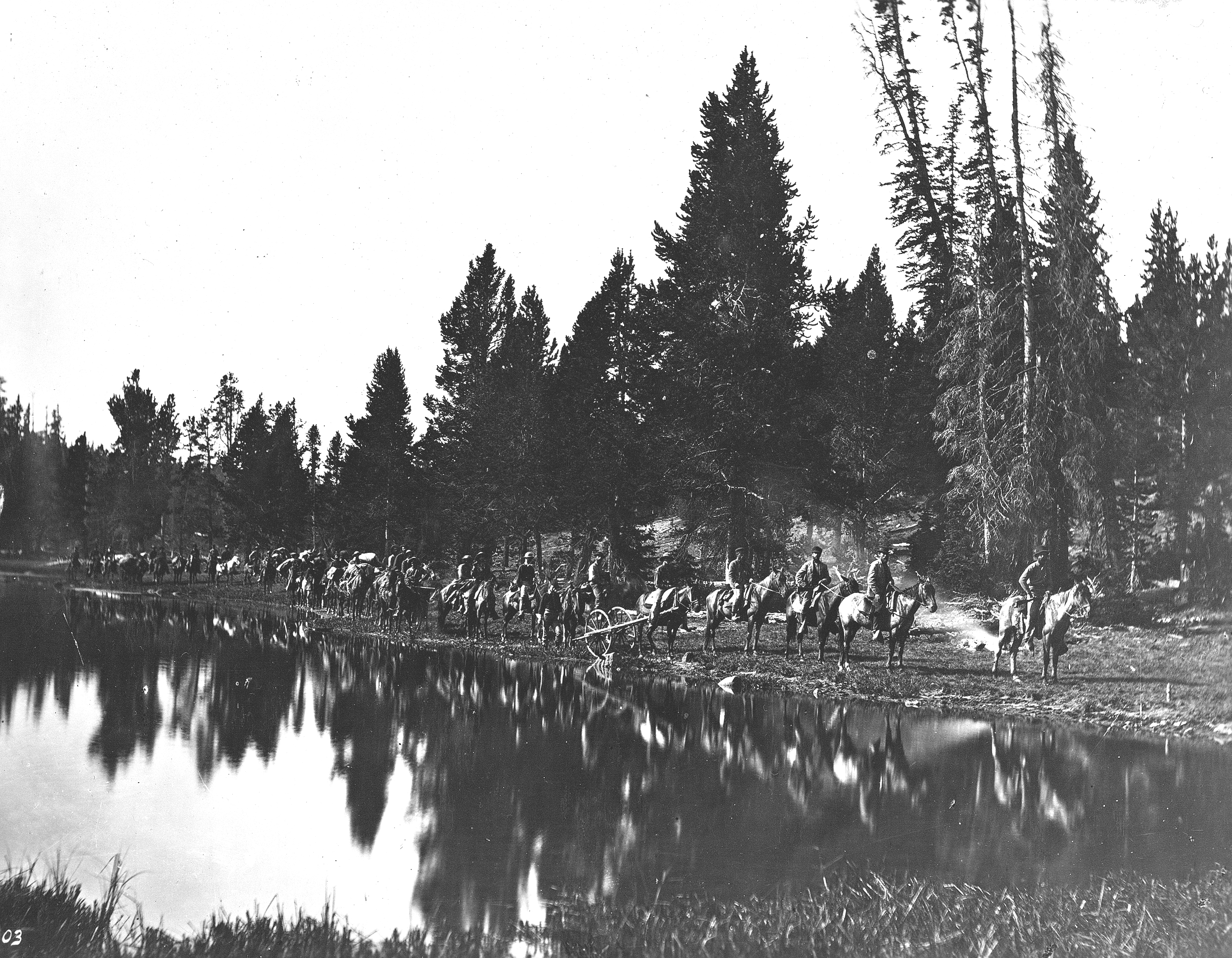
A expedição do U.S. Geological and Geophysical Survey of the Territories, conduzido por Hayden, na rota do caminho entre o Yellowstone e o Rio East Fork.Foto de William Henry Jackson, 1871.
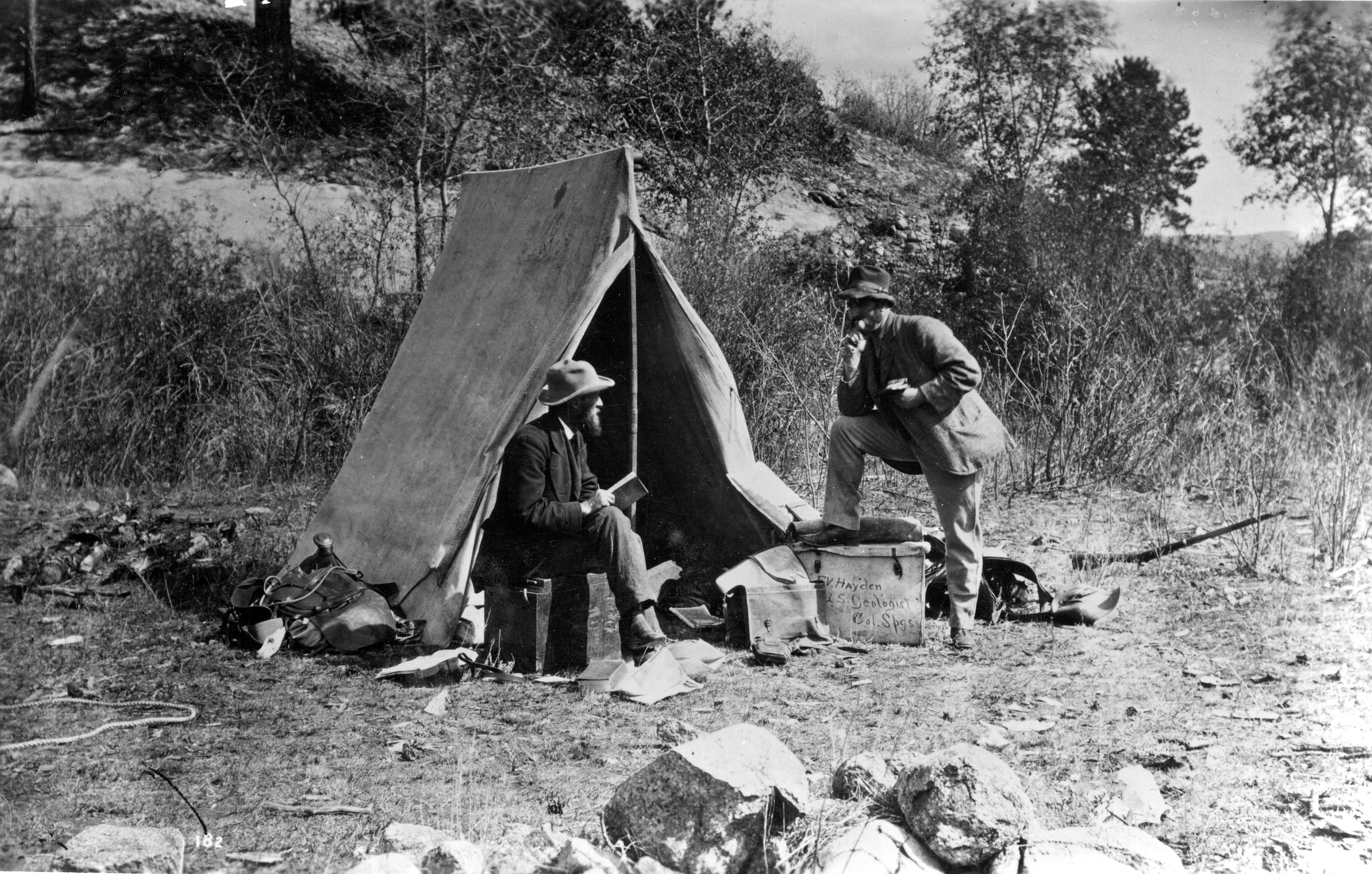
Hayden e o artista Walter Paris no acampamento. Foto do USGS, autoria desconhecida, por volta dos anos de 1870.